# クリスチャン・フリードリック
- クリスチャン・フリードリッヒ

クリスチャン・ルイス・パトリック・フリードリック（Christian Louis Patrick Friedrich , 1987年7月8日 - ）は、アメリカ合衆国・イリノイ州エバンストン出身のプロ野球選手（投手）。左投右打。
クリスチャン・フリードリッヒとも表記される。

## 経歴

### プロ入りとロッキーズ時代
イースタン・ケンタッキー大学出身。2008年のMLBドラフト1巡目（全体25位）でコロラド・ロッキーズに入団。
2010年の開幕前にはベースボール・アメリカ（Baseball America）のプロスペクトランキングで33位に入るなど期待は高かったが、その後2年連続でAA級で防御率5点台に終わるなど伸び悩みの時期を経験した。
2012年は前年に悩まされた上腕二頭筋腱炎が全快し、フォーム改造の効果もあってスプリングトレーニングから好投を続けた。5月9日のサンディエゴ・パドレス戦でメジャーデビューし、6回1失点で初登板初勝利を挙げた。8月4日に腰背部の疲労骨折で故障者リスト入りし、シーズンを終えた。
2016年1月28日にジェイク・マギーの加入に伴い、DFAとなった。2月5日にウェーバーを経てロサンゼルス・エンゼルスに移籍したと発表されたが、2月19日に指名を取り消したとMLBコミッショナー事務所から発表され、自由契約となった。

### パドレス時代
2016年3月3日にサンディエゴ・パドレスとマイナー契約を結び、招待選手としてスプリングトレーニングに合流した。5月12日にメジャー昇格し、ミルウォーキー・ブルワーズ戦に先発するも、6回1失点で敗戦投手となった。同年は5勝を記録。
2017年はメジャーに昇格することができず、オフにパドレスを自由契約となった。

### パドレス退団後
2019年3月26日に独立リーグ・アトランティックリーグのニューブリテン・ビーズと契約。7月1日に解雇となったが、7月9日、故障のため退団したエディ・バトラーの代役として、韓国プロ野球のNCダイノスと契約した。NCでは7勝を記録するも同年限りで退団。
2019年11月6日にニューブリテン・ビーズと再契約。しかしチームが解散したためウェイバー公示を経てサマセット・ペイトリオッツへ移籍。
2020年2月25日にシカゴ・ホワイトソックスとマイナー契約を結んだが、新型コロナウイルスの感染拡大によりマイナーリーグが開催されなかったため、公式戦に出場することなく6月13日に自由契約となった。
2021年6月29日にアトランティックリーグのレキシントン・レジェンズと契約した。8月7日にシカゴ・ドッグスへトレード移籍した。

## 投球スタイル
平均92マイルのフォーシームとシンカー、平均85マイルのスライダー、平均77マイルのカーブ、平均84マイルのチェンジアップの5つが主な球種。それ以外にも、稀にではあるがカッターとスプリッターも投げる。カーブは高校時代から評価が高かった。

## 詳細情報

### 年度別投手成績
| 年 度    | 球 団    | 登 板 | 先 発 | 完 投 | 完 封 | 無 四 球 | 勝 利 | 敗 戦 | セ 丨 ブ | ホ 丨 ル ド | 勝 率 | 打 者 | 投 球 回 | 被 安 打 | 被 本 塁 打 | 与 四 球 | 敬 遠 | 与 死 球 | 奪 三 振 | 暴 投 | ボ 丨 ク | 失 点 | 自 責 点 | 防 御 率 | W H I P |
| -------- | -------- | ----- | ----- | ----- | ----- | -------- | ----- | ----- | -------- | ----------- | ----- | ----- | -------- | -------- | ----------- | -------- | ----- | -------- | -------- | ----- | -------- | ----- | -------- | -------- | ------- |
| 2012     | COL      | 16    | 16    | 0     | 0     | 0        | 5     | 8     | 0        | 0           | .385  | 377   | 84.2     | 102      | 14          | 30       | 0     | 2        | 74       | 8     | 0        | 61    | 58       | 6.17     | 1.56    |
| 2014     | COL      | 16    | 3     | 0     | 0     | 0        | 0     | 4     | 0        | 3           | .000  | 110   | 24.1     | 25       | 3           | 10       | 1     | 2        | 27       | 5     | 0        | 21    | 16       | 5.92     | 1.44    |
| 2015     | COL      | 68    | 0     | 0     | 0     | 0        | 0     | 4     | 0        | 9           | .000  | 270   | 58.1     | 75       | 5           | 25       | 2     | 1        | 45       | 3     | 0        | 37    | 34       | 5.25     | 1.71    |
| 2016     | SD       | 24    | 23    | 0     | 0     | 0        | 5     | 12    | 0        | 0           | .294  | 567   | 129.1    | 131      | 13          | 52       | 2     | 2        | 100      | 7     | 0        | 74    | 69       | 4.80     | 1.42    |
| 2019     | NC       | 12    | 12    | 2     | 1     | -        | 7     | 4     | 0        | 0           | .636  | 294   | 72.0     | 63       | 4           | 22       | 1     | 3        | 56       | 2     | 0        | 22    | 22       | 2.75     | 1.18    |
| MLB：4年 | MLB：4年 | 124   | 42    | 0     | 0     | 0        | 10    | 28    | 0        | 12          | .263  | 1324  | 296.2    | 333      | 35          | 117      | 5     | 7        | 246      | 23    | 0        | 193   | 177      | 5.37     | 1.52    |
| KBO：1年 | KBO：1年 | 12    | 12    | 2     | 1     | -        | 7     | 4     | 0        | 0           | .636  | 294   | 72.0     | 63       | 4           | 22       | 1     | 3        | 56       | 2     | 0        | 22    | 22       | 2.75     | 1.18    |

- 2020年度シーズン終了時

### 背番号
- 53 (2012年、2014年 - 2016年、2019年）